# Garammenti-Inóc
A Garammenti-Inóc vagy Újbányai-hegység (Pohronský Inovec) egy hegység Szlovákiában, a Garam középső folyásánál. A Selmeci-körhegység (Slovenské stredohorie) részét alkotja. Határait Bakabánya, Garamszentbenedek, Aranyosmarót, Pálosnagymező, Zsarnóca és Újbánya jelölik ki. Északról a Zsitva-völgyével kapcsolódik a Tribecshez (Tribeč) és a Madarashoz (Vtáčnik). A hegység vulkanikus eredetű, mely több szakaszban alakult ki mai formájába, miközben egymást váltották az épülési és eróziós szakaszok. A hegység zsitva-völgyi része a földtörténeti harmadkorból származik, amelyben elsősorban piroxénes és leukokratikus kőzetek (andezit, tufás homokkövek, tufitok) találhatók meg. A Garammenti-Inóc észak-déli irányban 20 km hosszú. Szélessége a Zsitvától a Garamig mintegy 12 km. A Garammenti-Inóc a fiatalabb harmadkorban kezdett el kialakulni, amikor a vulkáni működés eredményeként és a földmozgások miatt a felszínre került láva, vulkáni hamu létrehozták a hegységet. A hegység délnyugati részén, Maholány kataszteri területén elsősorban az andezit és az andezites tufa dominál. Az andezitet mint kőanyagot kiterjedten használják. A hegységben az andezitbányászatra főleg Maholány és Ebedec környékén van példa. A hegység erősen borított erdőkkel. A magasabb fekvésű területeken hegyi rétek és legelők találhatók.
A Garammenti-Inóc három részre osztható:
- a Nagy-Inóc vagy Nagy-Inovec (901 m)
- a Vojsin (820 m) - más felosztás szerint a Tribecs-hegységben van
- a Raja (750 m)

A hegység legmagasabb része szintén a harmadkorban képződött, és ez a hegység déli részén található a Nagy-Inóc környékén. A Nagy-Inóc környékén található nagyobb dombok a Kis-Inóc (870 m), Hrádok-hegy (688 m) és a Benát (704 m), illetve több 500 m-nél magasabb hegy. Az eróziós tevékenység eredményeként több völgy is kialakult, köztük a Zsitva-völgye. Ezen a területen található az Ebedeci katlan, a Maholányi kapu, melyek rendkívül tagolt felszíni képződmények. A Maholányi kaput északról a Kamenec-hegy határolja.